# Prudence Sekgodiso
Prudence Sekgodiso, född 5 januari 2002 i Guateng, är en sydafrikansk friidrottare som tävlar i medeldistanslöpning. Vid inomhusvärldsmästerskapen i friidrott 2025 tog hon guld på 800 meter.